# Wilhelmine Oeser
Wilhelmine Oeser, verheiratete Wilhelmine Geyser, (* November 1755 in Dresden; † 1. Dezember 1813 in Leipzig) war eine deutsche Porträtzeichnerin.

## Leben

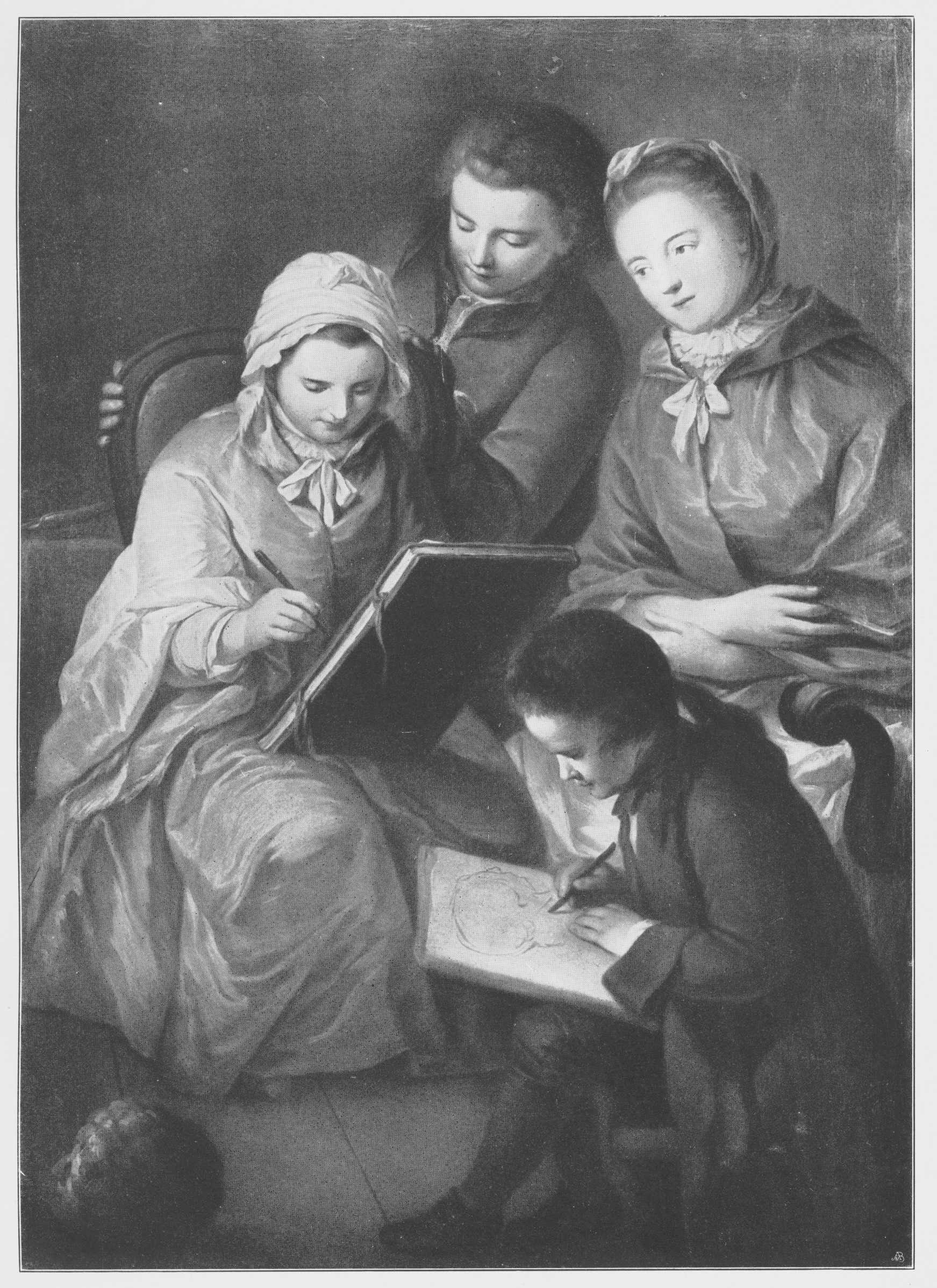
Adam Friedrich Oeser: Bildnis der Kinder des Künstlers (links Wilhelmine, rechts Friederike, im Hintergrund Johann Friedrich Ludwig, vorn Karl), Dresden, Gemäldegalerie Alter Meister

Wilhelmine Oeser war eine Tochter des Malers Adam Friedrich Oeser und seiner Frau Rosine geb. Hohburg. Sie hatte sieben Geschwister, von denen aber nur drei überlebten, Johann Friedrich Ludwig Oeser (1751–1791), der ebenfalls Maler wurde, Karl Oeser (1756–vor 1791), der Fecht- und Zeichenlehrer an der Ritterakademie in Sankt Petersburg wurde, sowie die Schwester Friederike Elisabeth Oeser (1748–1829), die eine Jugendfreundin Goethes war. Sie erhielt mit ihrem Bruder Johann Zeichenunterricht beim Vater.
Am 29. November 1787 heiratete sie den Miniaturmaler und Kupferstecher Christian Gottlieb Geyser, einen Schüler ihres Vaters. 1789 kaufte sich die Familie außerhalb von Leipzig ein Landgut in Eutritzsch, das sie 1792 bezog. Ihr Sohn war der Illustrator Gottlieb Wilhelm Geyser. Seit 1908 ist in Eutritzsch die Wilhelminenstraße nach ihr benannt.

## Bildnisse
Adam Friedrich Oeser porträtierte sie und ihre drei Geschwister in einem Gruppenporträt. 1776 porträtierte Johann Heinrich Tischbein der Ältere Wilhelmine und ihre Schwester Friederike in einem Doppelporträt.